# Гинда Валерій Васильович
Валерій Васильович Гинда (позивний «Аладін»; 9 листопада 1997 — 23 березня 2023, біля с-ща Хромове, Донецька область) — український громадський активіст, військовослужбовець, солдат 1-ої ОМБ "Вовки Да Вінчі" (ДУК ПС) у складі 67-мої окремої механізованої бригади Збройних сил України, учасник російсько-української війни. Почесний громадянин міста Тернополя (2023, посмертно).

## Життєпис
Валерій Гинда народився 9 листопада 1997 року.
Навчався та закінчив ТНВК “Школа-ліцей №6 ім. Н. Яремчука”
У 2019 році закінчив факультет економіки та управління Західноукраїнського національного університету.
Був учасником молодіжного руху «Гонор». 
Коли почалася війна, Валерій знаходився за кордоном,але захист Батьківщини став для нього найголовнішим обов'язком.Тому добровільно  пішов захищати свою державу від російського агресора та вступив до лав підрозділу "Гонор" у складі  1-ої ОМБ "Вовки Да Вінчі" (ДУК ПС) у складі 67-ма окремої механізованої бригади Збройних сил України Сухопутних військ Збройних Сил України.
У Березні 2023р під час важких боїв Валерій разом із побратимами успішно утримували останню дорогу на м.Бахмут із великою перевагою противника.
23 березня під час виконання останнього бойового завдання в районі населеного пункту Хромове, Донецької області,Валерій ціною власного життя врятував життя своїх побратимів,прийнявши весь удар на себе.
Тим самим з честю виконав свій обов'язок щодо захисту своєї держави та до останнього подиху залишився вірним присязі, своєму народу та Україні!                                      
Загинув 23 березня 2023 року під час виконання бойового завдання біля с-ща Хромового на Донеччині.
Похований 29 березня 2023 року на Алеї Героїв Микулинецького цвинтаря м. Тернополя.
Залишилися батьки та брат.

## Нагороди
- почесний громадянин міста Тернополя (28 квітня 2023, посмертно) — за вагомий особистий вклад у становленні української державності та особисту мужність і героїзм у виявленні у захисті державного суверенітету та територіальної цілісності України[2].